# Giuseppe Bernini
Giuseppe Bernini, né le 19 avril 1915, à Trieste, en Littoral autrichien, est un joueur italien de basket-ball.

## Palmarès
- Champion d'Italie 1940, 1941